# Rudy Chapa
Rudy Chapa (Hammond, 7 novembre 1957) è un ex maratoneta ed ex mezzofondista statunitense.

## Biografia
Il 24 aprile 1976 con il tempo di 28'32"7 ha stabilito il record nazionale statunitense sui 10000 m per atleti dell'high school, record tuttora imbattuto e di fatto anche miglior prestazione in carriera di Chapa su questa distanza. Nel 1978 ha vinto il titolo nazionale NCAA nei 5000 m piani, mentre l'anno seguente ha conquistato un argento sempre sulla stessa distanza. Sempre nel 1979 ad Eugene ha corso i 3000 m piani in 7'37"70, migliorando così il record nordamericano su tale distanza che in precedenza apparteneva a Steve Prefontaine.. Negli anni seguenti a causa di un ricorrente problema ad un tendine non è riuscito a replicare i risultati già conseguiti: uno degli ultimi suoi risultati di rilievo prima del ritiro, fu un settimo posto alla Maratona di New York nel 1983, con un tempo di 2h11'13".

## Campionati nazionali
1978
- Oro ai campionati NCAA, 5000 m piani - 13'35"29

1979
- Argento ai campionati NCAA, 5000 m piani - 13'25"39

## Altre competizioni internazionali
1979
- 4º al Bauhaus-Galan ( Stoccolma), 5000 m piani - 13'21"36
- 5º ai Bislett Games ( Oslo), 3000 m piani - 7'43"53

1983
- 7º alla Maratona di New York ( New York) - 2h11'13"